# ヘルムート・ヴェルナー
ヘルムート・ヴェルナー（Helmut Werner、1936年9月2日 - 2004年2月6日）は、ドイツの実業家である。ドイツの自動車メーカーであるダイムラー・ベンツの重役を務め、中でも、同社の子会社（乗用車部門）として1980年代から1990年代に一時的に存在したメルセデス・ベンツ社（Mercedes-Benz AG）で取締役会会長を務めていたことで知られる。

## 経歴
銀行支配人を務める父の下に生まれた。
若い頃のヴェルナーは水泳に打ち込み、100m背泳ぎでドイツの国内チャンピオンとなるほどで、水球においてもドイツ代表チームのメンバーだった。
1956年に高校を卒業した後、ケルンとボンで学び、1961年に経営学の学位を取得して卒業した。

### エンゲルバート - ユニロイヤル
卒業後はタイヤメーカーのエンゲルバート社のアーヘン支社で見習いとして働き始め、後にマーケティング部門でキャリアを重ねた。
1970年にエンゲルバートとユニロイヤル社の合弁企業であるユニロイヤル・エンゲルバートに転属し、リエージュに所在するヨーロッパ本社に異動した。1977年からはユニロイヤルヨーロッパの全ての製品を任され、1978年からはヨーロッパにおけるマーケティングと開発の責任者に任命された。

### コンチネンタル
米国企業であるユニロイヤルは1979年にヨーロッパ事業をドイツ企業のコンチネンタルに売却し、これに伴いヴェルナーもコンチネンタルに移り、同社の取締役となった。
1982年にコンチネンタルの取締役会会長であるカール・ハーンが退任したことに伴い、ヴェルナーはその後継者に任命され、1987年までその職責を担った。

### ダイムラー・ベンツ
1987年11月にヴェルナーはダイムラー・ベンツに移り、同社の取締役となり、商用車部門を任された。同時に、同社の乗用車部門を受け持つ子会社であるメルセデス・ベンツ社で、同社の取締役会会長であるヴェルナー・ニーファーを補佐する立場となる。1993年5月にニーファーが会長職を退き、ヴェルナーは後任に任命され、メルセデス・ベンツ社の最高経営責任者となった。
ヴェルナーが引き継いだ時点で、メルセデス・ベンツ社の経営は深刻な不振に陥っていた。ヴェルナーは2005年までに品質、革新性、イメージ、収益性の面でメルセデス・ベンツを自動車業界でトップになっているようにするという目標を掲げた。
そのため、就任直後の1994年に35,000人の従業員を削減するなどの施策を打ち出した。業績は急速に回復し、それまで年間に数十億ドイツマルクの赤字を出していたが、1995年には23億ドイツマルクの黒字に転じた。

#### 製品ラインナップの拡充
その在任期間において、若い管理職たちからの反対意見にも耳を傾けて回復戦略について話し合った。
1994年にスイスの時計会社であるスウォッチから持ち込まれた企画により、スウォッチとダイムラー・ベンツの合弁子会社としてMCC (Micro Car Corporation) が設立され、超小型車の「スマート」がラインナップに加わった。ヴェルナーはメルセデス・ベンツ社としても製品ラインナップの拡充を図り、サブコンパクトのAクラス（1997年・W168）、SUVのMクラス（1997年・W163）、従来のSLクラスよりも小型のクーペで開閉式のカブリオレとしたSLKクラス（1996年・R170）を設けた。

#### シュレンプか、ヴェルナーか
1995年にダイムラー・ベンツの最高経営責任者であるエツァルト・ロイターが退任することになり、その後継の座をヴェルナーはユルゲン・シュレンプと争った。この会長の椅子を巡る争いや、後のメルセデス・ベンツ社の存立について争う一連の権力闘争は「シュレンプか、ヴェルナーか」（Schrempp oder Werner）と呼ばれて注目を集め、結果、ヴェルナーはシュレンプに敗れた。
ヴェルナーが率いていたメルセデス・ベンツ社はダイムラー・ベンツグループ全体の売上と利益の大部分を稼ぎ出しており、これを警戒したシュレンプは自身が取締役会会長に就任すると、メルセデス・ベンツ社を独立した子会社ではなく、ダイムラー・ベンツの一部門に戻すことを決定した。この決定は（偶然にも）ヴェルナーの60歳の誕生日である1996年9月2日に開催された役員会で下され、同社は翌1997年4月に再統合されることになる。社内の権力闘争に敗れ、自身が率いる「メルセデス・ベンツ社」と権限を失うことになったヴェルナーは1997年1月にダイムラー・ベンツを去った。
在任中のヴェルナーの手腕は社外からも高く評価され、1996年に『ビジネスウィーク』誌はヴェルナーを世界の経営者トップ25の一人に選出した。1993年からフォルクスワーゲンで取締役会会長を務めていたフェルディナント・ピエヒは、ヴェルナーが敗北してシュレンプがダイムラー・ベンツにおける権限を掌握した際に見解を問われて「片目で泣いて、片目で笑っているといったところだ。良いもの（ヴェルナー）が敗れたことについては泣きたくもあり、今後の競争が楽になることについては笑っている」と述べた。

### その後
ダイムラー・ベンツを去った後、ヴェルナーは様々な組織で取締役や監査役を任され、ハノーヴァー万国博覧会（2000年）やフランクフルト・メタルゲゼルシャフト（後のGEAグループ）では監査役会の議長を務めた。
ヴェルナーは2003年4月にレジオネラ症に感染したため入院し、人工的な昏睡状態に置かれて治療が続けられたが、翌2004年2月に満67歳で死去した。

## 栄典
- 1996年・バンビ

## 参考資料
書籍
- Jürgen Grässlin (1998-08) (ドイツ語). Jürgen E. Schrempp - Der Herr der Sterne. Droemersche Verlagsanstalt Th. Knaur Nachf.. ASIN 3426270757. ISBN 3426270757
  - ユルゲン・グレスリン（著） ※訳書刊行にあたり2001年時点までの加筆も行った、鬼澤忍（訳）『ユルゲン・シュレンプ ダイムラー・クライスラーに君臨する「豪傑」会長』早川書房、2001年11月2日。ASIN 4152083816。ISBN 4-15-208381-6。 NCID BA55102320。